# コンスタル105Na
105Na（Konstal 105Na）は、ポーランドのコンスタル（現：アルストム・コンスタル）によって製造された路面電車車両。この項目では、関連する他形式についても記す。

## 概要
1973年から1979年にかけて製造された105N・805Nを改良した形式。車体は105Nと同様に片運転台かつ片側に扉が4箇所設置されているが、105Nの運転台側や扉上部に設置された小窓は廃されている。車両には連結器が搭載されており、最大3両編成の連結運転が可能となっている。
最大の変更点は速度制御において直並列組合せ制御を採用した事で、初期の加速時には4個の電動機が直列に接続され、高速運転時には電動機が2個ずつ並列に接続される。これにより105Nに比べて消費電力が12％削減されている。

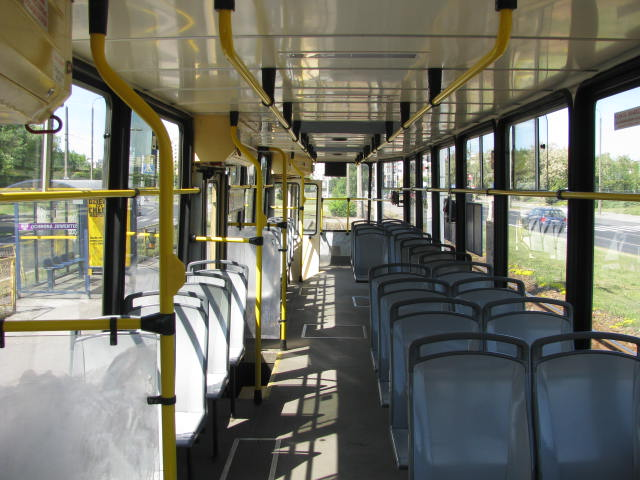
車内の様子（805Na）
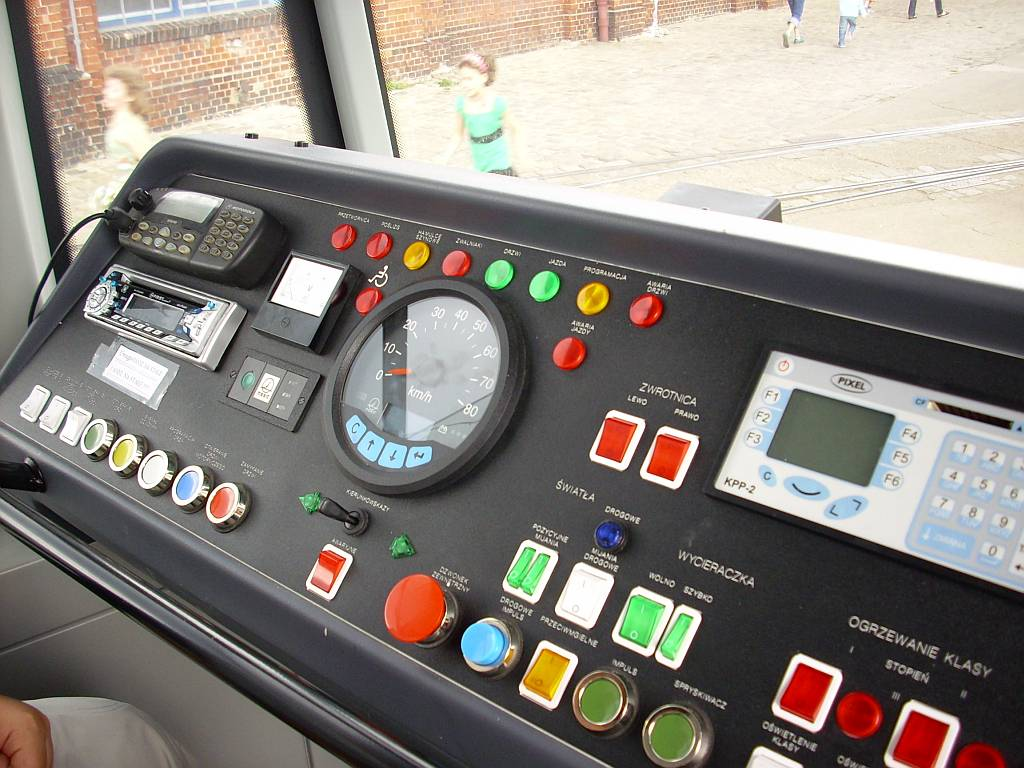
運転台の様子（105Na）

### 車種
- 105Na - 標準軌（1,435mm）向けの標準モデル。
- 805Na - メーターゲージ（1,000mm）向けの車両。製造初期は105NaWと言う形式名だった。
- 106Na - 制御装置をサイリスタ制御に変更。
- 111N - 両運転台車両。車体の前後に運転台が設置され、扉も車体の両側に3箇所設置されている。
- 105N2k/2000 - コンスタルがアルストムに吸収され、アルストム・コンスタルになった後に製造された車両。プロトラムも製造に携わった。前面デザインの変更、扉数の減少（3扉）、シングルアームパンタグラフの装備、方向幕のLEDディスプレイ化、チョッパ制御化など大幅な近代化が施されている。

| 画像 | 形式名      | 製造年         | 総数 | 全長     | 全幅    | 全高    | 自重  | 最高速度 | 出力     | 歯車比 | 定員             | 軌間    | 備考 |
| ---- | ----------- | -------------- | ---- | -------- | ------- | ------- | ----- | -------- | -------- | ------ | ---------------- | ------- | ---- |
|      | 106Na       | 1991           | 8両  | 13,500mm | 2,400mm | 3,060mm | 16.8t | ？       | 41.5kW×4 | ？     | 125人 (座席20人) | 1,435mm |      |
|      | 111N        | 1993           | 6両  | 13,500mm | 2,400mm | 3,060mm | 16.8t | ？       | 41.5kW×4 | ？     | 122人 (座席22人) | 1,435mm |      |
|      | 105N2k/2000 | 2000-2001,2007 | 76両 | 13,750mm | 2,350mm | 3,090mm | 17.7t | ？       | 41.5kW×4 | ？     | 127人 (座席22人) | 1,435mm |      |

## 運用
1979年から1992年にかけて105Naが1443両、805Naが691両製造され、ポーランド各都市の路面電車に導入された。これはポーランドで製造された路面電車車両で最大の製造数である。単行運転も可能だが、多くの都市では2両編成を組んで使用されている。
製造時期によって電装機器の一部が変更されている他、1980年代以降は各都市で近代化改造が行われるようになり、車体更新、制御機器の交換、連接車化など様々な改造が施されている。また、モデルスアルファのように105Naの部品を流用した車両の製造も行われている。

### 近代化改造
- 105NT - 制御装置をサイリスタ制御に交換。
- 105Nb・805Nb - 集電装置、扉を変更。
- 105Ne - 運転台と客席の間に壁を設置。
- 105Nf - ブレーキ装置と運転台を更新。
- 105Ng - 三扉化、ブレーキの近代化、静止型コンバータの装備。
- 105Nm - ブレーキ装置と運転台を更新、静止型コンバータの装備。
- 105Np - 静止型コンバータの装備。
- 105NT - 制御装置をサイリスタ制御に交換。
- 105Nz - 制御装置をサイリスタ制御に、モーターを非同期モーターに交換。
- 105N1K・105N1K2 - 三扉化、ブレーキの近代化、制御装置をサイリスタ制御に交換。
- 105N-2K・805NaND - 前面更新、2両固定編成化
- プロトラム405N - 中間に低床車体を組み込み5車体連接車化。
- モデルスアルファ - 車体、機器を更新。改造時期・内容によって複数の形式が存在する。

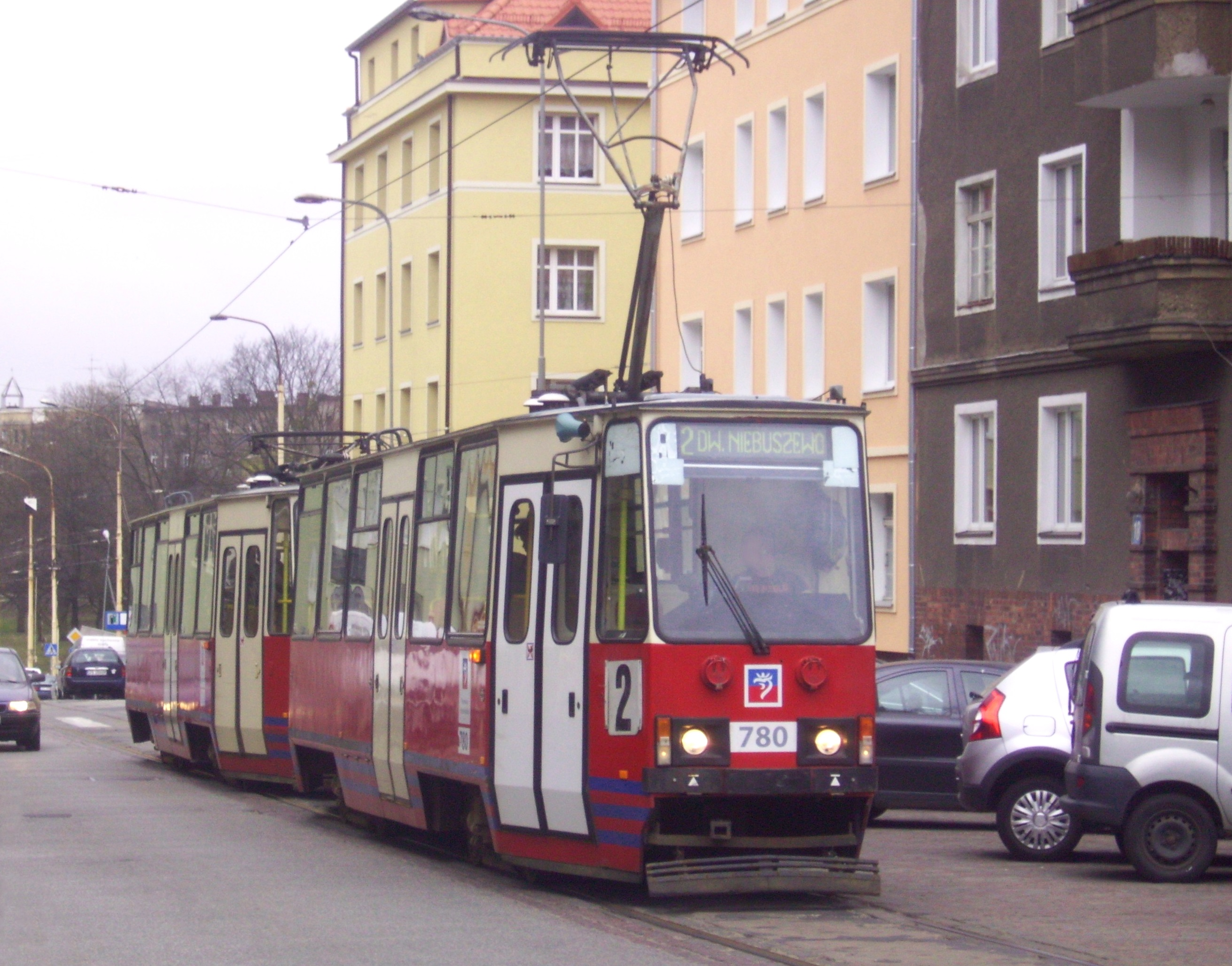
105Ng/S
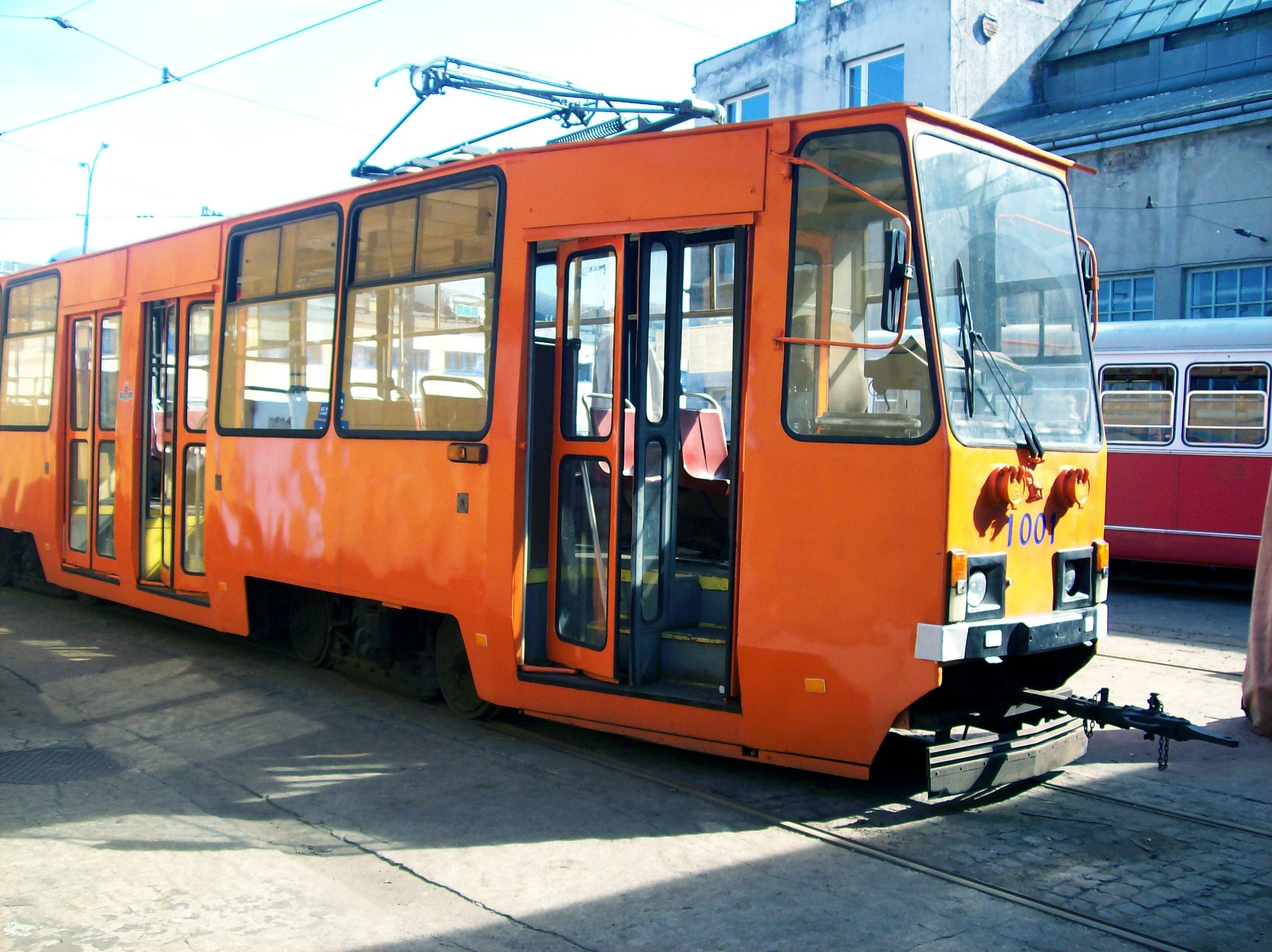
105NT
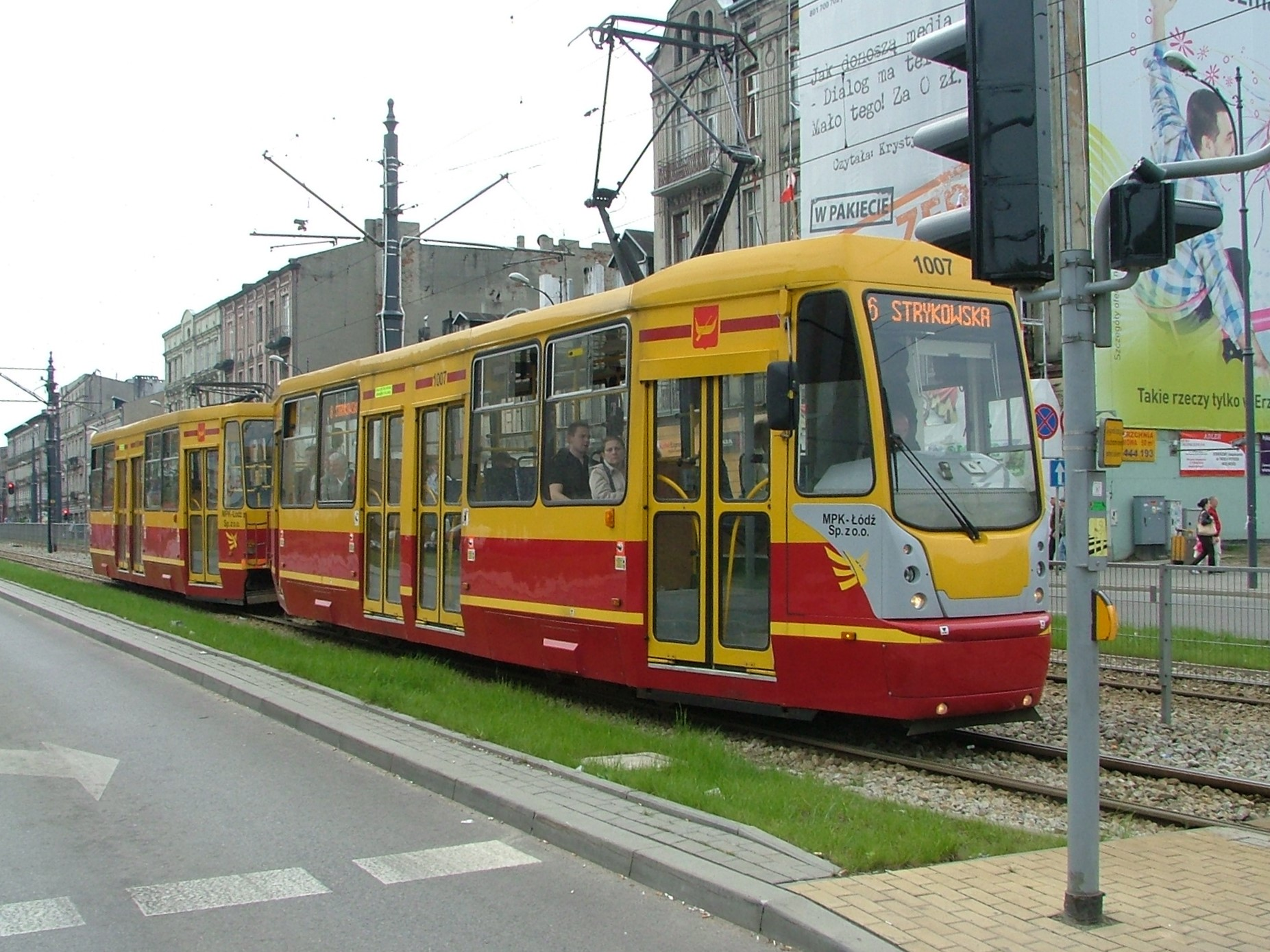
805NaND
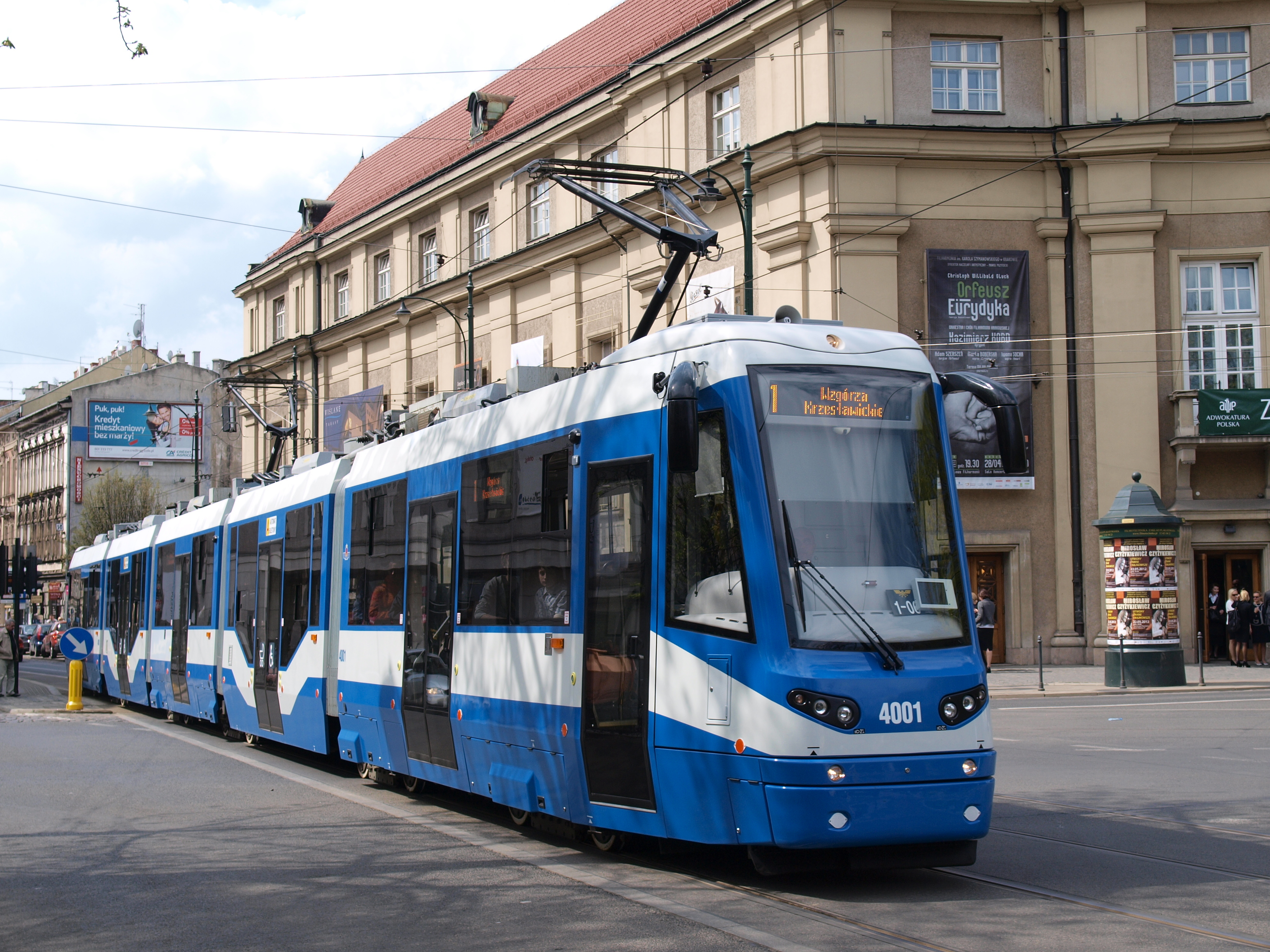
プロトラム405N
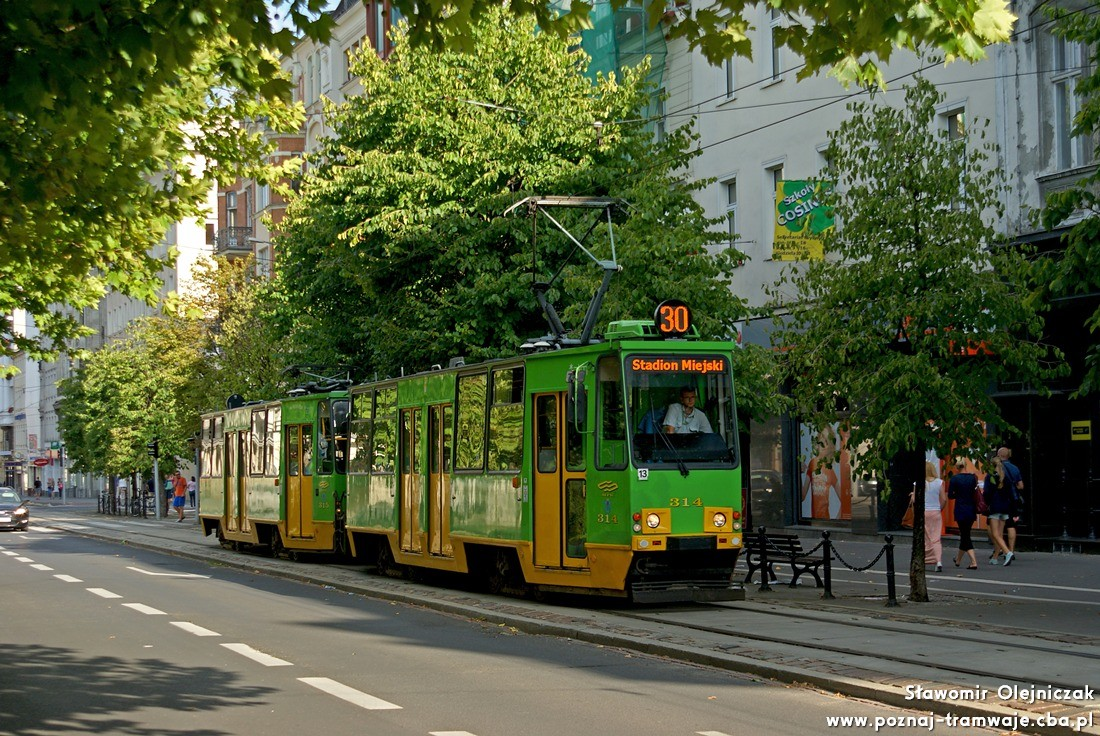
モデルスアルファ（HF 01）
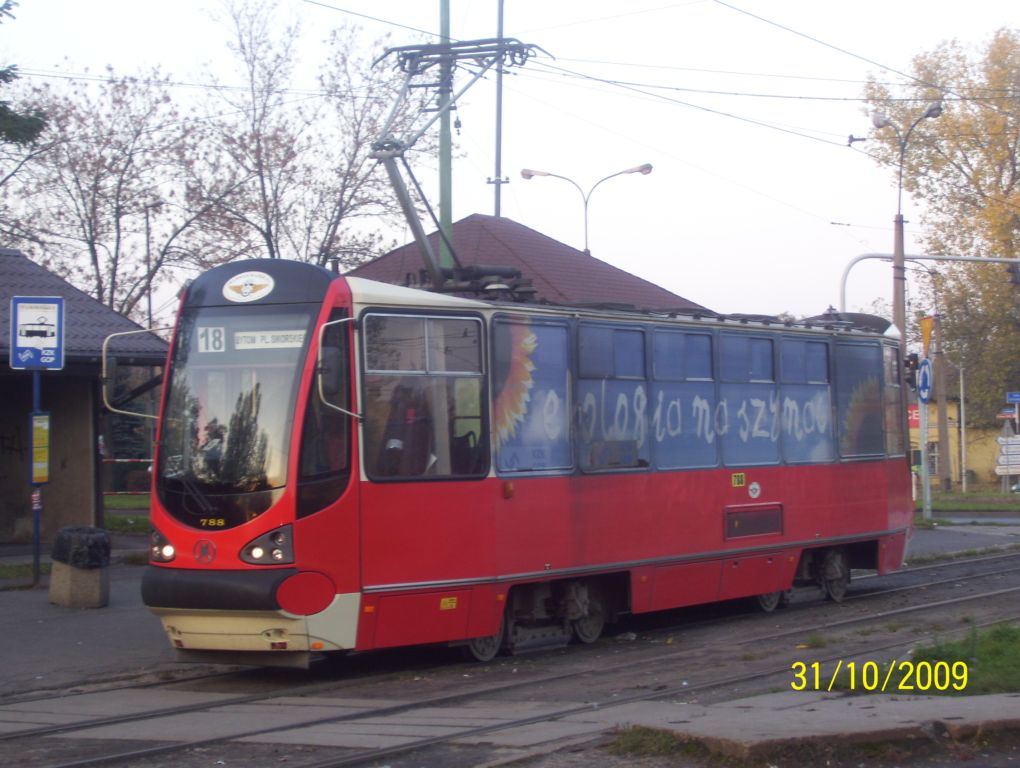
モデルスアルファ（HF 05）

## 関連形式
2000年代以降、プロトラムやModertransでは、105Na・805Naを基礎とした新型車両の製造が行われている。

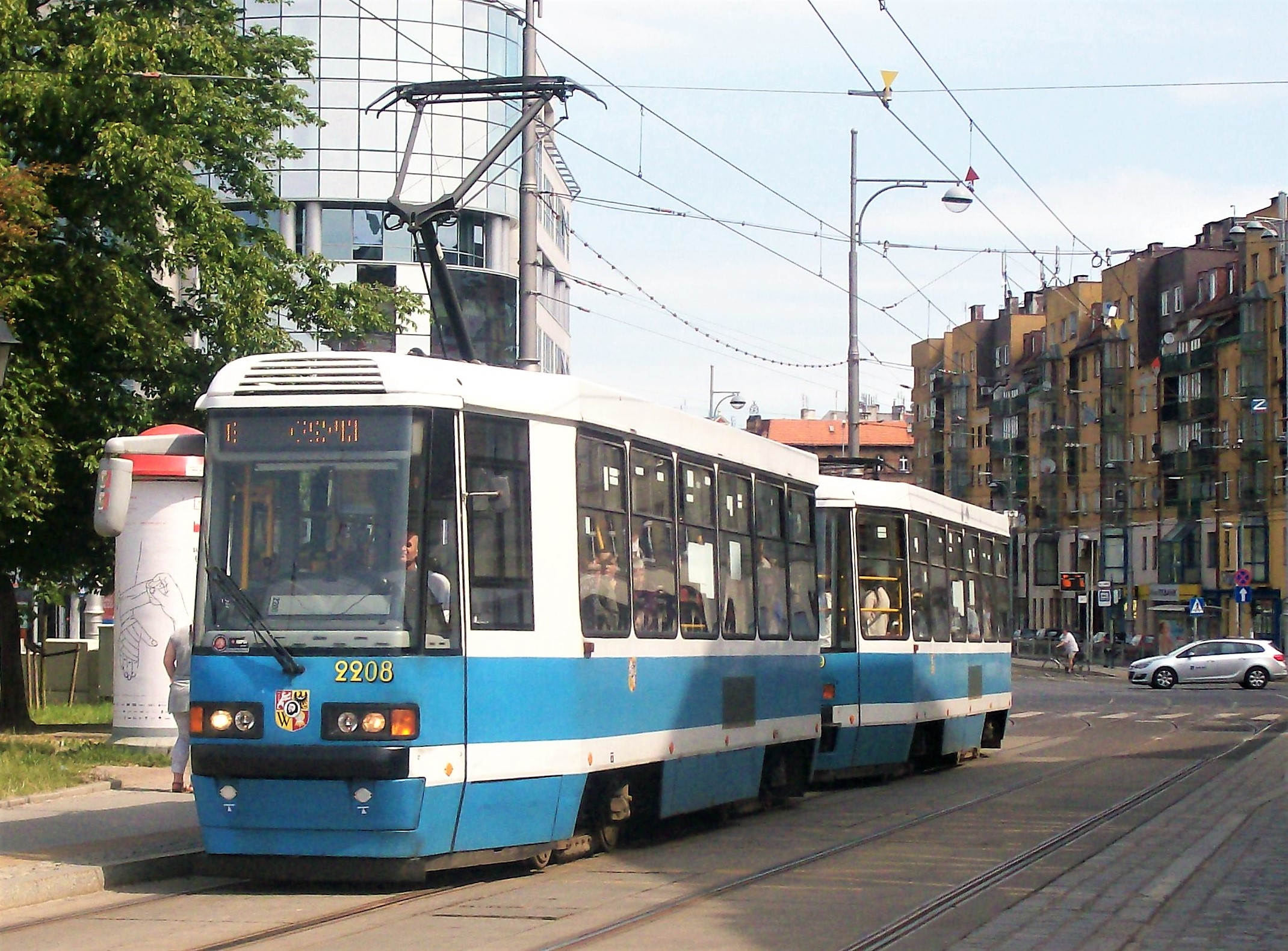
プロトラム 105NWr
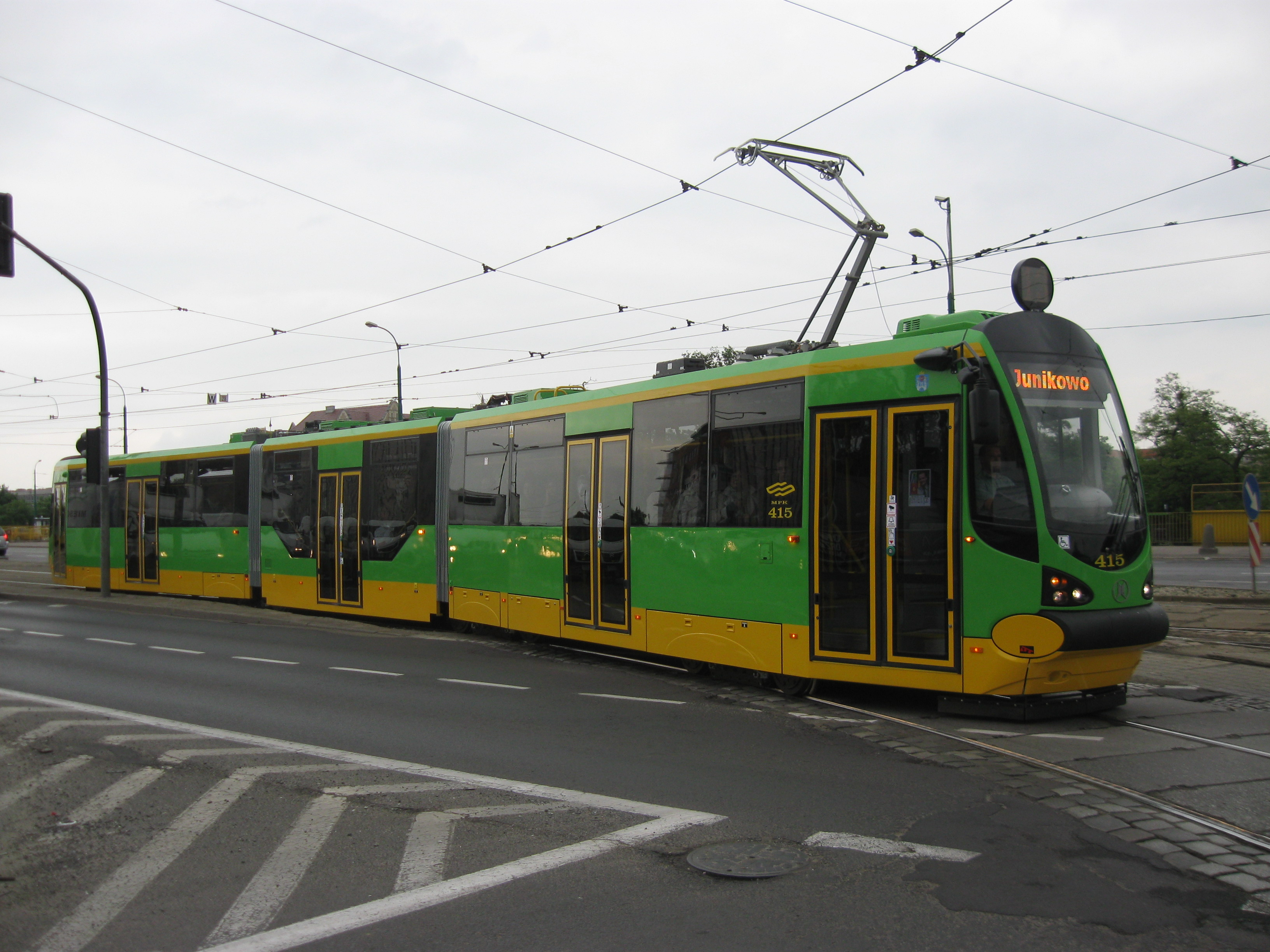
モデルスベータ